# Johann Christian Schubart
Johann Christian Schubart (von dem Kleefelde), född 24 februari 1734 i Zeitz, död 23 april 1787 i Würchwitz, var en tysk agronom.
Schubart var först linnevävare och 1760 krigskommissarie vid de i Berlin förlagda engelska hjälptrupperna, men skötte sedan 1769 sina lantegendomar. Med outtröttlig energi arbetade Schubart för införandet av nya foderväxter, särskilt klöver, samt genomdrev upphävandet av de så kallade betesservituten i Sachsen. Hans Ökonomisch-kameralistische Schriften utkom 1783–1784 i 6 band.